# Хохряківське сільське поселення
Хохрякі́вське сільське поселення — муніципальне утворення в складі Зав'яловського району Удмуртії, Росія. Адміністративний центр — присілок Хохряки.
Населення — 5155 осіб (2015; 5092 в 2012, 5105 в 2010).

## Історія
Хохряківська сільська рада була утворена з Ягульської сільради указом президії ВР Удмуртської АРСР від 12 січня 1988 року.

## Склад
До складу поселення входять такі населені пункти:
| Населений пункт                                       | Населення, осіб (2010) | Населення, осіб (2012) |
| ----------------------------------------------------- | ---------------------- | ---------------------- |
| Роз'їзд 13 км вузькоколійної желєзної дороги, починок | 16                     | 16                     |
| Хохряки, присілок                                     | 5089                   | 5076                   |

В поселенні діють школа, садочок, клуб, бібліотека. Серед промислових підприємств працює ВАТ «Хохряківський ліспромгосп», ВАТ «Зав'яловський тепличний комбінат».